# Ratlam (flygplats i Indien)
Ratlam är en flygplats i Indien.   Den ligger i distriktet Ratlām och delstaten Madhya Pradesh, i den centrala delen av landet, 600 km söder om huvudstaden New Delhi. Ratlam ligger 514 meter över havet.
Terrängen runt Ratlam är platt. Runt Ratlam är det tätbefolkat, med 411 invånare per kvadratkilometer. Närmaste större samhälle är Ratlām, 6,0 km söder om Ratlam. Trakten runt Ratlam består till största delen av jordbruksmark.